# Royals
| Оценки критиков     | Оценки критиков |
| Источник            | Оценка          |
| ------------------- | --------------- |
| About.com           | [ 3 ]           |
| Common Sense Media  | [ 4 ]           |
| The Corner          | 7.5/10          |
| Digital Spy         | [ 6 ]           |
| The Singles Jukebox | 6.00/10         |

«Royals» — дебютный сингл новозеландской певицы и автора-исполнителя Lorde, вышедший 8 марта 2013 года на лейбле Republic Records и возглавивший хит-парады Канады, Новой Зеландии и США. Он стал её 1-м хитом № 1 в США (октябрь 2013), а она сама стала самой молодой певицей (16 лет и 11 месяцев) лидером чарта, начиная с 1987 года, когда на первом месте была Тиффани (тогда ей было 16 лет и 1 месяц) с синглом «I Think We’re Alone Now».
«Royals» получила широкое признание и похвалу музыкальных критиков, которые высоко оценили её музыкальный стиль, лирику и вокал Лорд. Несколько изданий оценили его как одну из лучших песен года, а Slant и Consequence of Sound помещают ее на первое место в своих итоговых списках. Сингл получил международный успех, достигнув первого места в нескольких странах, а в США в течение девяти недель подряд был на позиции № 1 в основном американском хит-параде Billboard Hot 100 и одновременно побил несколько рекордов. Он также достиг верхней строчки в таких странах как Канада, Ирландия, Новая Зеландия и Великобритания. «Royals» был продан в количестве более 10 миллионов единиц по всему миру, что сделало его одним из самых продаваемых синглов всех времен.
Песня получила награду 2013 APRA Silver Scroll и две награды Грэмми за лучшее сольное поп-исполнение и лучшую песню года в 2014 году.

## История
Лорд сделала «Royals» доступной через сервис платформы SoundCloud 22 ноября 2012 года, вместе с мини-альбомом The Love Club EP, который включал четыре других песни.
Официальная продажа сингла началась 8 марта 2013 года, когда «Royals» поступил в онлайновые магазины Новой Зеландии и Австралии. Джейсон Флом, президент лейбла Lava Records, впервые услышавший песню на SoundCloud немедленно заключил контракт с Лорд. Флом начал продвижение Лорд и её песни в США в марте. В интервью журналу Billboard он сообщил, что "отправил электронное письмо вскоре после подписания контракта с Лорд всем ключевым людям в iTunes, и я сказал: «Это действительно возвращает меня к тому времени, когда я работал Tori Amos». Флом полагал, что певица может иметь такое же влияние. 19 марта сингл появился в онлайновых магазинах в США. Согласно Флому, ключевым моментом в популяризации песни в международном масштабе стало включение «Royals» плейлист Шона Паркера на сервисе Spotify 6 апреля 2013 года. Песня впоследствии дебютировала на Spotify’s Viral Chart, в котором перечислены самые популярные песни среди пользователей сервиса. Сингл достиг вершины в мае 2013 года, и в этом же месяце увеличились онлайн-продажи. Два месяца спустя «Royals» был отправлен на радиостанции альтернативного рока в США, а 13 августа он был отправлен на радиостанции top 40. В других регионах, «Royals» стала доступна в августе 2013 года. В Австралии и Финляндии этот трек в цифровом виде вышел 2 августа. 5 августа был релиз во Франции, Люксембурге и Португалии, а в Великобритании запуск имел место 20 октября.
Авторами песни и сопродюсерами стали сама певица Lorde (её настоящее имя — Элла Йелич-О’Коннор) и Джоэл Литтл.
Идея написать песню о роскошной жизни поп-музыкантов пришла к Лорд в тот момент, когда она увидела фотографию Теда Спигеля, которую опубликовал журнал National Geographic в своём в июльском номере за 1976 год. Там была фотография бейсболиста Джорджа Бретта, известного по вступлениям за клуб Канзас-Сити Роялс, подписывающего мячи и в майке с именем его команды (Royals). Певице понравилось это слово и в одном из интервью она сказала: «Это было просто это [Royals] слово. Оно крутое». Другой причиной, приведшей к написанию песни, стало давнее увлечение певицы аристократией. По её же словам, «… 500 лет назад короли и королевы были как рок-звёзды». Не обошлось без влияния работ хип-хоп исполнителей, хотя певица критически относится к их «дерьмовым» упоминаниям «дорогих» машин и алкоголя. На сочинение всего текста песни «Royals» Лорд потратила около получаса. Затем ещё неделя ушла на её запись во время каникул.

## Отзывы
Песня получила положительные и смешанные отзывы музыкальных критиков и интернет-изданий: Digital Spy, About.com,  Common Sense Media, The Corner, The Singles Jukebox, The Guardian, National Public Radio, The New York Times, The Observer, PopMatters Billboard, The Washington Times, Renowned for Sound.

## Коммерческий успех
В августе 2013, Lorde стала первой женщиной, возглавившей альтернативный рок-чарт Billboard Alternative Songs в США впервые после Трейси Бонэм, которой это удалось в 1996 году.
Песня побила рекорд по числу недель во главе рок-чарта Billboard Alternative Songs, среди женщин-певиц, опередив сингл «You Oughta Know» певицы Аланис Мориссетт, который в 1995 году пробыл 5 недель на № 1.
Сингл 9 недель (в октябре, ноябре и начале декабря) 2013 года возглавлял Billboard Hot 100 (США), 19 недель лидировал в Hot Rock Songs, 4 недели № 1 в Radio Songs, 6 недель № 1 в On-Demand Songs, 5 недель № 1 в Digital Songs.
К декабрю 2014 года тираж сингла достиг 5,9 млн копий в США.

## Музыкальное видео
Официальный видеоклип для песни «Royals» был снят режиссёром Джоэлем Кефали (англ. Joel Kefali) на родине певицы в Новой Зеландии. Его премьера прошла 12 мая 2013 года на канале YouTube с отдельной американской версией, премьера которой состоялась 18 июня 2013 на канале VEVO в YouTube.
В интервью газете «The Huffington Post», Лорд раскрыла концепцию видео, в которой она хотела показать, как подростковая жизнь может быть «такой мирской и такой скучной». Она сравнила это чувство с «периодом ожидания вашей жизни», когда вы не можете попасть в бары, не можете водить автомобили и т. д. В другом интервью с тем же изданием Лорд уточнила, что она хотела создать кинематографическое произведение искусства, в которое зрители могли бы погрузиться. Она посчитала, что ее присутствие в видео было в значительной степени ненужным:

С поп-музыкой и поп-музыкантами всё проще: вы все время все о них знаете, особенно их внешний вид. Но для музыкантов-женщин важно иметь хотя бы немного тайны. Когда я впервые выпустила EP Love Club, у меня не было никаких образов, только эта иллюстрация на обложке EP. Так что это был немного разговорный вопрос. […] С тех пор я очень избирательно отношусь к визуальному контенту, который исходит из меня. Это то, о чем я сильно переживаю.

Видео выиграло несколько наград, в том числе, в категории Best Rock Video на церемонии 2014 MTV Video Music Awards. Критики разделились во мнении по поводу номинирования певицы в этой рок-категории. Этан Сакс из «New York Daily News» написал, что победа певицы в рок-категории «над настоящими рок-группами», разозлил многих поклонников рок-музыки, но подчеркнул, что Лорд была так же удивлена выбором, как и все остальные. Алекс Янг из издания Consequence of Sound, однако, объяснил, что причина, по которой Лорд выиграла в рок-категории, объясняется отсутствием номинантов-мужчин. Янг также посчитал, что из других выдвинутых поп-исполнителей, таких как Ариана Гранде, Бейонсе или Miley Cyrus, именно Лорд «легче всего оценить как „рок-исполнителя“ из-за ее образа гот-панка». Мэтью Койте из журнала Rolling Stone Australia был недоволен победой певицы, заявив, что «Royals» был «ни в коем случае не рок-песней по чьему-либо определению, это электронный трек». Ему было странно, что песня не была номинирована в поп-категории. Песня получила номинацию в категории Best Female Video в вышеупомянутой церемонии, но уступила награду песне «Dark Horse» в исполнении Кэти Перри (2014). Она также выиграла 2013 New Zealand Music Awards.

## Признание
Песня получила множество наград и признаний. Журнал Consequence of Sound назвал её лучшей песней всего года, а журнал Rolling Stone назвал её песней № 2 по итогам года. Обозреватель журнала Time Дуглас Уолк (Douglas Wolk) поместил «Royals» под 10 в Список десяти лучших песен 2013 года, а само издание Time позднее включило песню под № 20 в список Лучших песен 2013 года. В ежегодном итоговом номере от 18 декабря 2013 года журнал Billboard (в лице своих редакторов Jason Lipshutz, Erika Ramirez и Brad Wete назвали «Royals» песней № 3 в 2013 году. Журнал Spin включил её в свой список 50 лучших песен года (под № 15).

## Награды
| Год  | Номинируемая работа                           | Категория                                        | Результат |
| ---- | --------------------------------------------- | ------------------------------------------------ | --------- |
| 2013 | Элла Йелич-О’Коннор и Джоэль Литтл — «Royals» | 2013 APRA Silver Scroll                          | Победа    |
| 2014 | Элла Йелич-О’Коннор — «Royals»                | Премия «Грэмми» за лучшее сольное поп-исполнение | Победа    |
| 2014 | Элла Йелич-О’Коннор — «Royals»                | Премия «Грэмми» за лучшую песню года             | Победа    |

## Кавер-версии и ремиксы
У песни «Royals» было множество кавер-версий и ремиксов, записанных самыми разнообразными музыкантами, как известными, так и сотнями любителей.
Официальный ремикс песни сделали американские хип-хоп исполнители Рик Росс, T-Pain, Wale & Magazeen. 14 августа 2013, певица Селена Гомес исполнила акустическую версию песни «Royals» в Ванкувере во время своего концертного турне Stars Dance tour. Группа Saints of Valory сделала кавер песни с дополнением в него «country-tingled rock twist».
Продюсер Raak выпустил ремикс песни вместе с Жильбером Форте на вокале. Затем последовал ремикс от R&B-певца The Weeknd. В начале сентября 2013 года группа Fifth Harmony сделала кавер песни «Royals» во время концертного тура Cher Lloyd’s I Wish tour.. Женская группа Gap5 сделала кавер песни во время участия в новозеландской версии теле-шоу The X Factor (New Zealand), молодая итальянская певица Violetta Zironi сделала кавер песни во время участия в 7-м сезоне итальянской версии теле-шоу X Factor.
Канадская инди-рок группа Walk off the Earth сделала кавер-версию песни и разместила видеоклип на своём аккаунте канала YouTube. Американская женская группа Cimorelli сделала кавер-версию песни и загрузила видеоклип на свой аккаунт канала YouTube. Победители третьего сезона серии The Sing-Off на канале NBC группа Pentatonix сделала кавер-версию песни «Royals» на своём аккаунте канала YouTube. 10 октября 2013 года британская женская группа Mutya Keisha Siobhan сделала кавер-версию песни для серии Reload Sessions на сайте Google+. Пост-хардкор группа Closer to Closure в октябре 2013 записала свою версию песни и выпустила видео на канале YouTube.
6 октября 2013 года американская группа Paper Route выпустили свою кавер-версию песни в виде отдельного сингла
Postmodern Jukebox также сделали кавер песни в октябре 2013 года при участии Puddles Pity Party на вокале.
Американский певец, продюсер и мультиинструменталист Майер Хэтуорн сделал из песни одну из частей серии «Unexpected Covers» на канале Vevo, а журнал Billboard провёл в октябре 2013 года опрос своих читателей, о том какая кавер-версия песни была лучшей. такие исполнители как Meanwhile, The Rekkids, Death By Bacon, Postmodern Jukebox и сотни менее известных музыкантов загрузили свои кавер-версии песни на канал YouTube.
В декабре 2013 года американский певец Джейсон Деруло исполнил свою версию песни на радиостанции BBC Radio 1 в программе Live Lounge.
Женская а капелла группа Acabelles из Florida State University исполнила кавер-версию «Royals» певицы Лорд (спродюсированную The Vocal Company), а её видео затем появилось на Good Morning America, CNN, MSN, People, HLN, Elle, Seventeen, и других СМИ. Этот кавер набрал более 9 млн просмотров на канале YouTube и он был упомянут певицей Лорд в её аккаунте Twitter.
1 марта 2014 года американский рок-певец Брюс Спрингстин открыл свой концерт в Окленде (Новая Зеландия) во время его музыкального турне High Hopes Tour своей же акустической версией песни «Royals».
Во время полуфинала британской версии музыкального телешоу The Voice 2014 участников Sophie May Williams была записана его версия песни. Эпизод вышел в эфир на BBC One в Великобритании 29 марта 2014 года.
В 2014 году популярный американский музыкант и пародист Странный Эл Янкович («Weird Al» Yankovic) записал пародию песни, названную «Foil» для его альбома Mandatory Fun. Музыкальное видео появилось онлайн 16 июля 2014 года.
Во время седьмого сезона американской версии телешоу The Voice, его участник Taylor John Williams исполнил свою версию песни «Royals».

## Список композиций
| Цифровая дистрибуция 1. «Royals» — 3:09 Новая Зеландия (двойная цифровая дистрибуция 1) 1. «Royals» — 3:10 2. «400 Lux» — 3:54 Новая Зеландия (двойная цифровая дистрибуция 2) 1. «Royals» — 3:10 2. «Tennis Court» — 3:18 | CD-сингл 1. «Royals» — 3:09 2. «Bravado» — 3:41 BRITs (выступление; цифровая загрузка) 1. «Royals/White Noise» (Live from the BRITs) (при участии AlunaGeorge) — 4:59 |

## Чарты
| Чарт (2013—14)                               | Высшая позиция |
| -------------------------------------------- | -------------- |
| Австралия ARIA Digital Track Chart (ARIA)    | 2              |
| Австрия (Ö3 Austria Top 40)                  | 2              |
| Бельгия/Фландрия (Ultratop 50)               | 1              |
| Бельгия/Валлония (Ultratop 50)               | 1              |
| Болгария (IFPI)                              | 2              |
| Бразилия (Billboard Brasil Hot 100)          | 20             |
| Бразилия Hot Pop Songs (Billboard Brasil)    | 3              |
| Бразилия (ABPD)                              | 1              |
| Канада (Billboard Canadian Hot 100)          | 1              |
| Канада (Billboard AC)                        | 1              |
| Канада (Billboard CHR/Top 40)                | 1              |
| Канада (Billboard Hot AC)                    | 1              |
| Канада (Billboard Rock)                      | 9              |
| Чехия (Rádio — Top 100)                      | 7              |
| Чехия (Singles Digitál Top 100)              | 20             |
| Дания (Tracklisten)                          | 3              |
| Европа (Euro Digital Songs)                  | 1              |
| Финляндия (Suomen virallinen lista)          | 8              |
| Франция (SNEP)                               | 4              |
| Германия (GfK)                               | 8              |
| Венгрия (Rádiós Top 40)                      | 32             |
| Венгрия (Single Top 40)                      | 10             |
| Исландия (RÚV)                               | 2              |
| Ирландия (IRMA)                              | 1              |
| Израиль (Media Forest)                       | 1              |
| Италия (FIMI)                                | 1              |
| Япония (Billboard Japan Hot 100)             | 16             |
| Mexican Anglo Chart (Monitor Latino)         | 11             |
| Нидерланды (Dutch Top 40)                    | 4              |
| Нидерланды (Single Top 100)                  | 4              |
| Новая Зеландия (Recorded Music NZ)           | 1              |
| Норвегия (VG-lista)                          | 3              |
| Польша (Polish Airplay Top 100)              | 11             |
| Portugal Digital Songs (Billboard)           | 2              |
| Шотландия (OCC Scotland)                     | 1              |
| Slovakia (Rádio Top 100 Oficiálna)           | 4              |
| Словакия (Singles Digitál Top 100)           | 61             |
| ЮАР (EMA)                                    | 3              |
| Испания (PROMUSICAE)                         | 9              |
| Швеция (Sverigetopplistan)                   | 4              |
| Швейцария (Schweizer Hitparade)              | 3              |
| Великобритания (OCC UK Singles)              | 1              |
| Ukraine (FDR Pop Singles)                    | 11             |
| США (Billboard Hot 100)                      | 1              |
| США (Billboard Hot Rock & Alternative Songs) | 1              |
| США (Billboard Adult Contemporary)           | 2              |
| США (Billboard Adult Pop Airplay)            | 1              |
| США (Billboard Dance Club Songs)             | 14             |
| США (Billboard Latin Pop Airplay)            | 19             |
| США (Billboard Pop Airplay)                  | 1              |
| США (Billboard R&B/Hip-Hop Airplay)          | 3              |
| США (Billboard Rhythmic)                     | 2              |
| Venezuela Pop/Rock General (Record Report)   | 1              |

| Чарт (2013)                        | Позиция |
| ---------------------------------- | ------- |
| Австралия (ARIA)                   | 5       |
| Австрия (Ö3 Austria Top 40)        | 46      |
| Бельгия (Ultratop 50 Flanders)     | 43      |
| Бельгия (Ultratop 50 Wallonia)     | 68      |
| Канада (Canadian Hot 100)          | 18      |
| Дания (Tracklisten)                | 39      |
| Германия (Media Control AG)        | 59      |
| Италия (FIMI)                      | 53      |
| Нидерланды (Dutch Top 40)          | 17      |
| Нидерланды (Single Top 100)        | 15      |
| Новая Зеландия (Recorded Music NZ) | 2       |
| Швеция (Sverigetopplistan)         | 75      |
| Швейцария (Schweizer Hitparade)    | 51      |
| Великобритания (UK Singles)        | 44      |
| США Billboard Hot 100              | 15      |
| США Hot Rock Songs (Billboard)     | 3       |
| США Adult Top 40 (Billboard)       | 23      |
| США Mainstream Top 40 (Billboard)  | 27      |
| США Rhythmic (Billboard)           | 35      |

| Чарт (2014)                        | Позиция |
| ---------------------------------- | ------- |
| Австралия (ARIA)                   | 83      |
| Бельгия (Ultratop 50 Flanders)     | 69      |
| Бельгия (Ultratop 50 Wallonia)     | 40      |
| Канада (Canadian Hot 100)          | 35      |
| France (SNEP)                      | 43      |
| Germany (Official German Charts)   | 98      |
| Italy (FIMI)                       | 64      |
| Japan (Japan Hot 100)              | 92      |
| Netherlands (Dutch Top 40)         | 83      |
| Romania (Airplay 100)              | 46      |
| Slovenia (SloTop50)                | 43      |
| Spain Streaming (PROMUSICAE)       | 62      |
| Швеция (Sverigetopplistan)         | 61      |
| Швейцария (Schweizer Hitparade)    | 67      |
| Великобритания (UK Singles)        | 98      |
| США Billboard Hot 100              | 20      |
| США Adult Contemporary (Billboard) | 15      |
| США Adult Top 40 (Billboard)       | 37      |
| СШАRhythmic (Billboard)            | 46      |
| США Hot Rock Songs (Billboard)     | 3       |

| Чарт (2010–2019)                | Позиция |
| ------------------------------- | ------- |
| США (Billboard Hot 100)         | 18      |
| США (Hot Rock Songs, Billboard) | 15      |

| Чарт                           | Позиция |
| ------------------------------ | ------- |
| США( Billboard Hot 100)        | 69      |
| США (Billboard Hot 100, Women) | 20      |

## Сертификации
| Регион | Сертификация  | Продажи    |
| --- | ------------- | ---------- |
| Австралия (ARIA) | 9× Платиновый | 630 000    |
| Бельгия (BEA) | Золотой       | 15 000*    |
| Канада (Music Canada) | 7× Платиновый | 560 000    |
| Дания (IFPI Danmark) · Streaming | Платиновый    | 30 000^    |
| Германия (BVMI) | 3× Золотой    | 450 000    |
| Италия (FIMI) | 2× Платиновый | 60 000     |
| Новая Зеландия (RMNZ) | 6× Платиновый | 90 000*    |
| Норвегия (IFPI Norway) | 5× Платиновый | 50 000     |
| Швеция (GLF) | 4× Платиновый | 160 000    |
| Швейцария (IFPI Switzerland) | Золотой       | 15 000^    |
| Великобритания (BPI) | 2× Платиновый | 1,280,000  |
| США (RIAA) | Бриллиантовый | 10 000 000 |
| Мир (IFPI) | —             | 22,000,000 |
| * Данные о продажах приведены только на основе сертификации. · ^ Данные о тиражах приведены только на основе сертификации. · Данные о продажах + прослушиваниях приведены только на основе сертификации. |               |            |

## История релиза
| Страна         | Дата             | Формат                             | Лейбл           | Каталожный №  |
| -------------- | ---------------- | ---------------------------------- | --------------- | ------------- |
| США            | 3 июня 2013      | Adult album alternative            | Lava Republic   | None          |
| Австрия        | 2 августа 2013   | Digital download                   | Universal Music | None          |
| Бельгия        | 2 августа 2013   | Digital download                   | Universal Music | None          |
| Дания          | 2 августа 2013   | Digital download                   | Universal Music | None          |
| Финляндия      | 2 августа 2013   | Digital download                   | Universal Music | None          |
| Греция         | 2 августа 2013   | Digital download                   | Universal Music | None          |
| Индонезия      | 2 августа 2013   | Digital download                   | Universal Music | None          |
| Ирландия       | 2 августа 2013   | Digital download                   | Universal Music | None          |
| Япония         | 2 августа 2013   | Digital download                   | Universal Music | None          |
| Норвегия       | 2 августа 2013   | Digital download                   | Universal Music | None          |
| Великобритания | 2 августа 2013   | Digital download                   | Universal Music | None          |
| Франция        | 5 августа 2013   | Digital download                   | Universal Music | None          |
| Италия         | 5 августа 2013   | Digital download                   | Universal Music | None          |
| Люксембург     | 5 августа 2013   | Digital download                   | Universal Music | None          |
| Португалия     | 5 августа 2013   | Digital download                   | Universal Music | None          |
| Сингапур       | 5 августа 2013   | Digital download                   | Universal Music | None          |
| Испания        | 5 августа 2013   | Digital download                   | Universal Music | None          |
| США            | 13 августа 2013  | Contemporary hit radio             | Lava Republic   | None          |
| США            | 3 сентября 2013  | Rhythmic contemporary              | Lava Republic   | None          |
| Германия       | 13 сентября 2013 | Digital download                   | Universal Music | None          |
| Италия         | 20 сентября 2013 | Contemporary hit radio             | Universal Music | None          |
| Германия       | 10 декабря 2013  | Compact disc single                | Universal Music | 0602537693191 |
| Великобритания | 16 февраля 2014  | Digital download                   | Virgin Records  | None          |
| Worldwide      | 19 февраля 2014  | «Royals/White Noise» download      | Brit Awards     | None          |
| Новая Зеландия | 4 апреля 2014    | «Royals» / «400 Lux» download      | Universal Music | None          |
| Новая Зеландия | 4 апреля 2014    | «Royals» / «Tennis Court» download | Universal Music | None          |